# مونيا شاحب البطن
مونيا شاحب البطن (الاسم العلمي: Lonchura pallidiventer) هي نوع من الطيور تتبع جنس المونيا من فصيلة شمعية المنقار.